# Oblast' di Leopoli
L'oblast' di Leopoli (in ucraino Львівська область?, L'vivs'ka oblasť) è una delle 24 regioni dell'Ucraina. La zona viene detta anche L'vivščyna (Львівщина). Il capoluogo è Leopoli.

## Storia
L'oblast' venne istituita come parte della Repubblica socialista sovietica ucraina il 4 dicembre 1939. Il territorio dell'ex oblast' di Drohobyč venne inglobato nell'oblast' di Leopoli nel 1959 e così rimane a tutt'oggi.
La posizione strategica dell'oblast' nel cuore dell'Europa centrale, punto di collegamento verso i Carpazi ne ha fatto cambiare dominio parecchie volte nel corso dei secoli. È stato dominato dalla Grande Moravia, dalla Rus' di Kiev e da uno dei suoi successori, lo stato di Galizia-Volinia (XII/XIV secolo circa), poi dalla Confederazione Polacco-Lituana (dal 1400 al 1795), l'Impero Austro-ungarico (dal 1795 al 1918) e dalla Polonia (1918-1939), quando era Voivodato di Leopoli nella Seconda Repubblica di Polonia. La popolazione locale dominante nel 1918 dichiarò il territorio parte di un'indipendente Repubblica Nazionale dell'Ucraina Occidentale, ma non durò a lungo. I trattati internazionali garantivano l'autonomia locale, ma non vennero rispettati dal governo polacco e la zona fu teatro di tensioni etniche fra ucraini e polacchi.

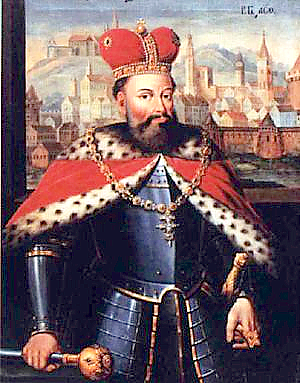
Leo I di Galizia

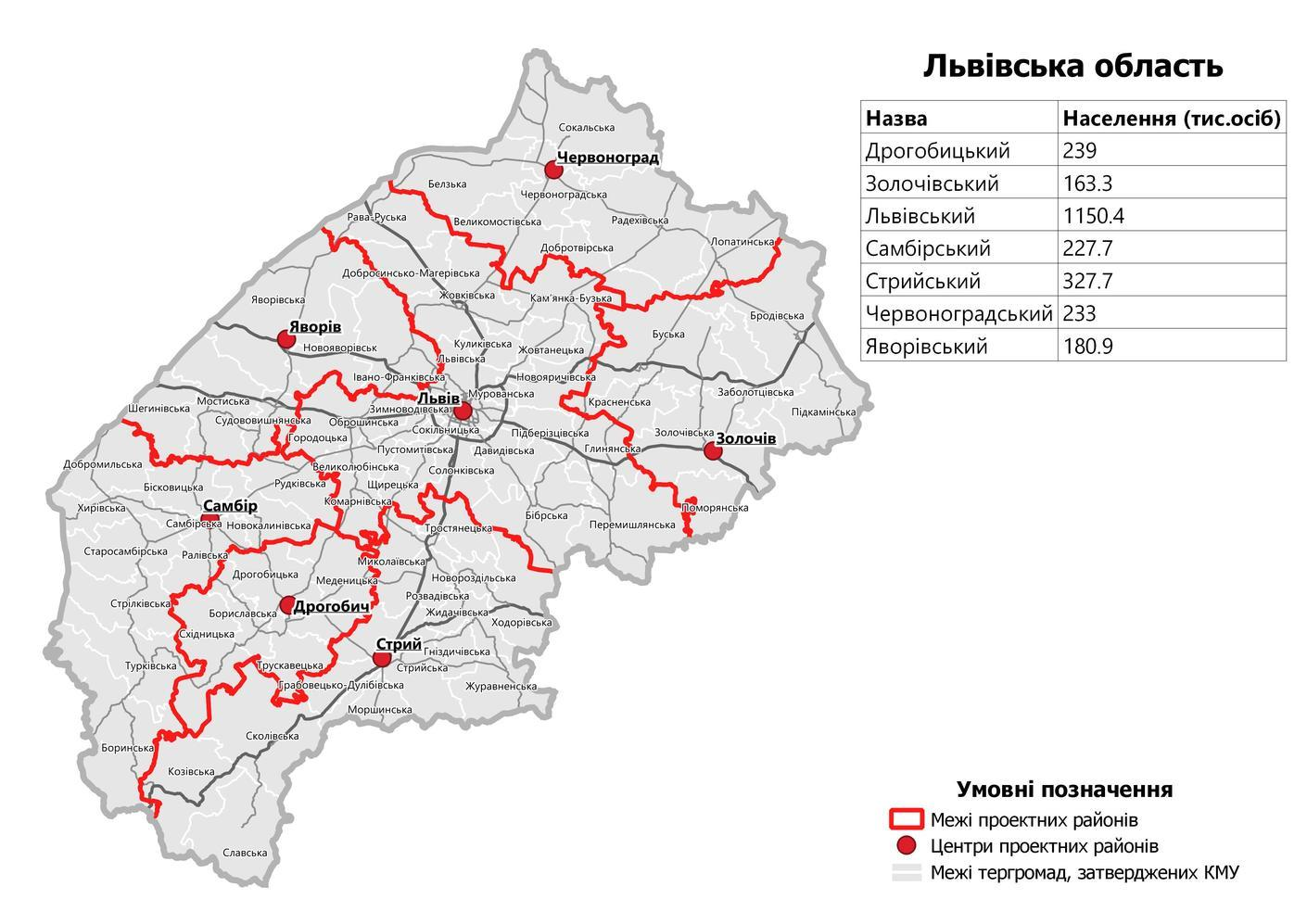
Raion dell'oblast' di Leopoli

La regione e il suo capoluogo ricevono il loro nome ai tempi della Galizia-Volinia, quando Danilo di Galizia, il re della Rus', fondò Leopoli, dandole il nome del figlio Leo. All'epoca la regione attorno a Leopoli era conosciuta come Rutenia rossa (Červen' Rus').
La regione divenne parte dell'Unione Sovietica nei termini del patto Molotov-Ribbentrop nel 1939, quando fu annessa alla RSS Ucraina. Venne occupata dalla Germania nazista dal 1941 al 1944 e rimase nelle mani dell'Unione Sovietica come deciso nelle conferenze di Teheran e Jalta. Proprio a causa delle sue vicende storiche, l'oblast' di Leopoli è una delle zone meno russificate e sovietizzate.

## Geografia fisica
Il terreno dell'oblast' di Leopoli è molto variegato e va dalle steppe aperte alle dense foreste, con bacini fluviali densamente coltivati e montagne coperte di foreste. Nella parte occidentale vi è il Parco nazionale di Javoriv.

## Suddivisioni

### Suddivisone amministrativa dopo il 2020
L'oblast' di Leopoli è suddivisa amministrativamente in 7 distretti: Červonohrad, Zoločiv, Javoriv, Leopoli, Sambir, Drohobyč e Stryj.
I dati che seguono mostrano il numero di ogni tipo di suddivisione amministrativa:
- Distretti: 7
- Città: 44
- Insediamenti rurali: 34
- Villaggi: 1 849

### Suddivisione amministrativa prima del 2020
Prima della riforma amministrativa del 2020 l'oblast' di Leopoli era suddivisa in 20 distretti e 9 città direttamente subordinate al consiglio di oblast': Boryslav, Červonohrad, Drohobyč, Moršyn, Novyj Rozdil, Sambir, Stryj, Truskavec', e Leopoli, capoluogo.
I dati che seguono mostrano il numero di ogni tipo di suddivisione amministrativa prima della riforma amministrativa del 2020:
- Distretti: 20
- Città: 44
- Insediamenti rurali: 34
- Villaggi: 1 849

## Fonti
- Dati statistici forniti dal Sito istituzionale regionale di Leopoli Archiviato il 13 maggio 2016 in Internet Archive.